# مسابقات ژیمناستیک هنری زنان اروپا ۱۹۹۸
مسابقات ژیمناستیک هنری اروپا ۱۹۹۸ بیست و دومین دوره مسابقات ژیمناستیک هنری زنان اروپا است.
این مسابقات از ۳۰ آوریل تا ۳ مه ۱۹۹۸ در سن پترزبورگ، روسیه در دو بخش بزرگسالان و جوانان برگزار شده است.

## جدول مدال‌های بزرگسالان
| رتبه | کشور     | طلا | نقره | برنز | مجموع |
| ۱    | روسیه    | ۴   | ۱    | ۱    | ۶     |
| ۲    | رومانی   | ۲   | ۳    | ۴    | ۹     |
| ۳    | مجارستان | ۱   | -    | -    | ۱     |
| ۴    | اوکراین  | -   | ۲    | ۱    | ۳     |